# アルコ&ピース D.C.GARAGE
『アルコ＆ピース D.C.GARAGE』（アルコアンドピース ディー・シー・ガレージ）は、TBSラジオ制作・JRN系列で放送されているラジオ番組。お笑いコンビのアルコ&ピース（酒井健太、平子祐希）がパーソナリティを務める。

## 概要
2016年9月28日より放送開始。アルコ＆ピースの二人が2016年3月までレギュラーを務めていた『アルコ&ピースのオールナイトニッポン0 (ZERO)』（ニッポン放送）終了以来、半年ぶりの冠レギュラーラジオ番組となる。
テーマは「理解不能でシュール、けどクセになる茶番劇がリスナーに受けた彼らのラジオ。その礎となる2人の“コント力”を活かして番組を盛り上げる」トークバラエティ。放送形態は放送日前日の収録による録音である。
番組名の「D.C.GARAGE」はアメリカのFM番組をイメージしてアルコ＆ピースとスタッフで考案したものだが、特定の意味はない。

## コーナー
- 今日のゴシップ

放送日当日のニュース（という体のリスナーからのメール）を紹介するコーナー。読まれるメールは基本的に番組冒頭に1通のみだが、ネタの内容によっては複数枚読まれることもある。1通目は平子が送られてきたゴシップから無作為に選んだものを、2通目は酒井がゴシップのジャンルから気になるものを選び読み上げる。
- 直火ローストのコーナー

明治アーモンドチョコレートとのタイアップコーナー。焙煎されたアーモンドのように「香ばしい」一言を送ってもらう。
- 今日の開運シェアポイント

番組のエンディング後に行うコーナー。明日の運気を上げるポイントとして、radikoのタイムフリー及びシェアボタン機能を使って共有してもらいたい放送部分を酒井が伝える。
- すごろく企画（すごろくメーカー）

テーマ曲：『History Maker』／DEAN FUJIOKA
2017年1月4日放送分より、毎年新年1回目の放送で行われている「すごろくっぽい」企画。「正月の定番の遊び『すごろく』はもう古い。後世に残していくためにも、常に新しいすごろくを作っていかなければならない」という考えのもと実施されているため、毎年企画名がグレードアップされている（すご「六」→すご「７」、すご「８」→ダースゴロクベイダー）。
事前にリスナーから募集したメールを2人交互に引き、書いてある指示に従う。最終的に幸福度の高い方が勝者となる。
対戦記録
| 放送日       | 企画名                       | 勝者 |
| ------------ | ---------------------------- | ---- |
| 2017年1月4日 | スゴ7（なな）                | 平子 |
| 2018年1月3日 | スゴ8（すごっぱち）          | 酒井 |
| 2019年1月2日 | スゴろ9（く）                | 酒井 |
| 2020年1月8日 | スゴX（エックス）            | 酒井 |
| 2021年1月6日 | スゴニング11（イレブン）     | 酒井 |
| 2022年1月5日 | ダースゴロクベイダー         | 酒井 |
| 2023年1月4日 | スゴロ13                     | 酒井 |
| 2024年1月2日 | すご14（いよ）               | 平子 |
| 2025年1月1日 | すご谷翔平（たにしょうへい） | 酒井 |

## 不定期コーナー
- ボイパのコーナー

テーマ曲：『恋のマイレージ』／RAG FAIR、『Departure』／ペンタトニックス
ボイスパーカッションをマスターしたい酒井が、リスナーからボイパの練習に使えそうな文章・キーワードを募集するコーナー。
- LIFE ～人生の話～

リスナーの皆さんが、今までどんな人生を歩んできたのか、これからどんな人生を過ごしたいか…そんな話を『真剣』に募集するコーナー。長文が多く、読んでいる2人も頭を抱えるサイコな投稿がある事から、オールナイトニッポン時代に行っていたコーナー『家族』と内容が似通っている。
放送当初は『スタジオを飛び出し、ハイランド地方の森から放送している』という設定だったが、2017年5月3日放送分より『ハイランド地方から移動中の船上』→『ニューヨーク市マンハッタン区のグリニッジ・ヴィレッジにあるジャズバー』→『オアフ島の東部に位置するラニカイビーチ』→『インドのジャイサルメール』→『エジプトのギーザ』→『タイのピーピー諸島』→『キューバのバラデーロ』など舞台設定が少しずつ変更されている。

## 終了したコーナー
- ラノベの名は。→酒宮ハル太の憂鬱→あのラノ→まじかる☆ラノべーベくん→やはり俺のラノベタイトルはまちがっている。

テーマ曲：『春擬き』／やなぎなぎ
酒井によるオリジナルアニメ制作の為、原案となるライトノベルのタイトルを募集するコーナー。2017年11月1日放送分にて「ある程度アイデアが纏まってきた」との名目で、コーナーの一時休止が酒井の口より発表された。
- withnews・気になるアレコレ

2018年3月限定企画。朝日新聞が運営するニュースサイト『withnews』から記事を紹介するコーナー。こちらは『今日のゴシップ』とは違い、本当のニュースを取り扱っていた。『うしろシティ 星のギガボディ』『ハライチのターン!』でも行われていた。
- ブレインスリープ

ブレインスリープとのタイアップコーナー。リスナーから寝て忘れたいエピソードを募集し、このラジオの公式Twitterの投票機能で真の「ブレインスリープニスト」を選出した後、一番の「ブレインスリープニスト」となったリスナーには「ブレインスリープピロー」が贈呈される。元々1ヶ月限定のコーナーであったが、好評だった事から「二度寝」「三度寝」「四度寝」と計3回コーナーが復活した。

## テーマ曲
オープニング
- Bruno Mars「Runaway Baby」

エンディング
- Des'ree「Life」（2016年9月28日 - 2017年6月7日）
- G-Eazy & Kehlani「Good Life」（2017年6月14日 - ）

番組内のコーナーである「LIFE ～人生の話～」のテーマ曲だが、このコーナーの終了時からそのままエンディングに入るため、実質、この曲がエンディングテーマとなっている。
2024年現在は「LIFE」のコーナーが行われる事が少なくなったものの、それに関係なくエンディングテーマとして使用されている。
その他のエンディング
- 土岐麻子「Black Savanna」（2018年6月13日）
- Creepy Nuts「かつて天才だった俺たちへ」（2020年9月30日）
- Def Tech「My Way」、フランク・シナトラ「My Way」、郷ひろみ「100GO!回の確信犯」　(2021年8月3日)[注 2]
- TM NETWORK「Get Wild Continual」（2024年5月22日）
- ジミー・クリフ「I Can See Clearly Now」（2025年4月23日）

## 放送日程
| 第1回  | アルコ&ピースとは何者？アルコ&ピース D.C.GARAGEとはどんな番組？ | 9月28日  | |
| 第2回  | この番組、丸の内のOLを中心にバズっているようです。              | 10月5日  | |
| 第3回  | この番組、外資系でもバズっているようです。                      | 10月12日 | |
| 第4回  | この番組、「コロッケ」と「VRラジオ」でバズってます。            | 10月19日 | 初のSPW。番組自体は通常回と同じ内容であったが、この回の後に放送された「爆笑問題カーボーイ」にアルコ＆ピースの二人がゲスト出演した。                                                                     |
| 第5回  | 175Rの6年ぶりの復活がバズってます。                             | 10月26日 | |
| 第6回  | この番組、ハロウィーンでもバズってます。                        | 11月2日  | |
| 第7回  | この番組、フードファイト業界でもバズってます。                  | 11月9日  | |
| 第8回  | この番組、スーパームーン業界でもバズってます。                  | 11月16日 | |
| 第9回  | この番組、筋肉俳優業界でもバズってます。                        | 11月23日 | |
| 第10回 | この番組、グレゴリオでもバズってます。                          | 11月30日 | |
| 第11回 | この番組、ウィンタースポーツ業界でもバズってます。              | 12月7日  | |
| 第12回 | この番組、正月業界でもバズってます。                            | 12月14日 | SPW。企画として『うしろシティ 星のギガボディ』『ハライチのターン!』と番組中にradikoのシェア機能を使用したツイート数を競う連動企画『シェアおら！！24時台三兄弟！！親父！一番強いのは俺やで！！』を開催。 |
| 第13回 | この番組、シェアラジオ業界でもバズってます。                    | 12月21日 | 先週のSPWに行われた企画で、この番組の番組シェア数が1位になったことを発表。 |
| 第14回 | この番組、タラレバ息子でもバズってます。                        | 12月28日 | |

| 第15回 | この番組、2017年もバズってます。 | 1月3日              | すごろく企画『スゴ７』を実施。 |
| 第16回 | この番組、クリロナ界隈でもバズってます。 | 1月11日             | |
| 第17回 | この番組、二世タレントでもバズってます。 | 1月18日             | |
| 第18回 | この番組、6秒動画でもバズってます。 | 1月25日             | |
| 第19回 | この番組、2014年でバズってます。 | 2月1日              | |
| 第20回 | この番組、アメフト業界でバズってます。 | 2月8日              | |
| 第21回 | この番組、頑張る女子の間でバズってます。 | 2月15日             | |
| 第22回 | この番組、リアーナの間でバズってます。 | 2月22日             | |
| 第23回 | この番組、アイドルの間でバズってます。 | 3月1日              | ゲスト：河合郁人、五関晃一（A.B.C-Z） |
| 第24回 | この番組、空手ラップの間でバズってます。 | 3月8日              | |
| 第25回 | この番組、ホワイトデー業界でバズってます。 | 3月15日             | |
| 第26回 | この番組、レゴランドでバズってます。 | 3月22日             | |
| 第27回 | この番組、新入生の間でバズってます。 | 3月29日             | |
| 第28回 | この番組、宝塚でバズってます。 | 4月5日              | |
| 第29回 | この番組、175Rでバズってます。 | 4月12日             | |
| 第30回 | この番組、ハッピーライフでバズってます。 | 4月19日             | SPW。番組初の生放送企画『春のお悩み救命病棟24時！地獄からの生還SP！』を実施。またこの回の後に放送される「爆笑問題カーボーイ」にアルコ＆ピースの二人が二回目のゲスト出演。 |
| 第31回 | この番組、柳楽優弥が馬を買ってバズってます。 | 4月26日             | |
| 第32回 | この番組、ジョニデのパフォーマンスでバズってます。 | 5月3日              | |
| 第33回 | この番組、女性ダンス＆ボーカルグループMAXがバズってます。 | 5月10日             | |
| 第34回 | この番組、高畑充希と伊東四朗が遠い親戚ではないかという話題でバズってます。 | 5月17日             | |
| 第35回 | この番組、祭りにビクビクしながらバズってます。 | 5月24日             | |
| 第36回 | この番組、たまにある「大金が見つかった系ニュース」がバズってます。 | 5月31日             | |
| 第37回 | この番組、酒井の川崎流結婚式がバズってます。 | 6月7日              | |
| 第38回 | この番組、イノシシがバズってます。 | 6月14日             | SPW。二度目の生放送企画『ワイルド・スピード ICE BREAK\|ラジオワイルドスピード アイス・ブレイク！』を実施。テーマに添ったメールをどれだけ早く送れるかを競いあう『スピードスター企画』が開催された。また、エンディングテーマが『Good Life（G-Eazy & Kehlani）』に変更された。 |
| 第39回 | この番組、アジサイがバズってます。 | 6月21日             | |
| 第40回 | この番組、アジサイ祭りがバズってます。 | 6月28日             | |
| 第41回 | この番組、パン・ポキがバズってます。 | 7月5日              | |
| 第42回 | この番組、ハリー杉山がバズってます。 | 7月12日             | |
| 第43回 | この番組、漁港がバズってます。 | 7月20日             | |
| 第44回 | この番組、まどマギがバズっています。 | 7月26日             | |
| 第45回 | この番組、夏フェスでバズっています。 | 8月2日              | |
| 第46回 | この番組、水飲むの禁止のタイプのスポコンでバズっています。 | 8月9日              | |
| 第47回 | この番組、JAXAでバズっています。 | 8月16日             | |
| 第48回 | この番組、俳優ファンでバズっています。 | 8月23日             | SPW。酒井が映画『銀魂』の宣伝番組に出演した際に入手した『出演者全員のサイン入りパンフレット』（サイン部分のみを切り取った各1ページずつ）＆平子が使用していた『パーフェクトチューブJr』をメールを送ったリスナーへプレゼントすることをメインとした企画『映画「銀魂」に出演してる小栗旬、菅田将暉、橋本環奈、長澤まさみ！超絶人気俳優のサインプレゼントしちゃうぜSP！』を放送。                          |
| 第49回 | この番組、映画「モーメント」がバズっています。 | 8月30日             | |
| 第50回 | この番組、マリエさんの火鍋屋がバズっています。 | 9月6日              | |
| 第51回 | この番組、アナル感謝蕎麦がバズっています。 | 9月13日             | |
| 第52回 | この番組、プロフェッショナル・エンジョイヤーがバズっています。 | 9月20日             | |
| 第53回 | この番組、ダニエル・ラドクリフが演じる死体をジェットスキーにしたり様々な便利グッズとして活用する映画「スイス・アーミー・マン」が息できなくなるくらいにバズっています。               | 9月27日             | |
| 第54回 | この番組、池松壮亮がバズっています。 | 10月4日             | |
| 第55回 | この番組、AIの脅威がバズっています。 | 10月11日            | |
| 第56回 | この番組、バンダイがバズっています。 | 10月18日            | SPW。以前より平子が提唱していた「骨の力」のトークを基軸にした『映画「骨の名は。」を作ろうッSP！！』を放送。それぞれ酒井監督作品『骨の名は。』、平子監督作品『ボーン・ヒラコンティティ』の制作会議を行った。最終的にはどちらを制作すべきか、というリスナーからの投票を行い、酒井52票、平子30票という結果から『骨の名は。』の制作が決定した。同時に、この番組のリスナーが82人しかいないことが判明した。 |
| 第57回 | この番組、録音がバズっています。 | 10月25日            | |
| 第58回 | この番組、ハイスタがバズっています。 | 11月1日             | 酒井が小説の執筆に入る、という名目で「ラノベ」のコーナーの一時休止を発表。 |
| 第59回 | この番組、秦基博じゃんけん最強説がバズっています。 | 11月8日             | |
| 第60回 | この番組、Appleの遊び心がバズっています。 | 11月15日            | |
| 第61回 | この番組、茅ケ崎で坂口憲二がフィットネスジムを開業してそうという話がバズっています。                                                                                                 | 11月22日            | |
| 第62回 | この番組、宮地真緒がバズっています。 | 11月29日            | |
| 第63回 | この番組、平子さんの買った靴のブランドがバズっています。 | 12月6日             | |
| 第64回 | この番組、空の美しさがバズっています。 | 12月12日            | SPW。新コーナーとして立ち上げた「ボイパ」と、先々週からの本放送で話題となっていた「キノコ」を機軸とした『ボイパッ＆キノコ チャンピョン王決定戦ッ！冬の豪華二本立てSPッ！』を放送。ボイパではRNゲスの極み福くん、キノコではエリンギがそれぞれ優勝した。 |
| 第65回 | この番組、実写版ポケモンがバズっています。 | 12月19日            | |
| 第66回 | この番組、年越し特番（放送時間：31日、大みそかの23時半から24時半の1時間。タイトル：アルコ＆ピース、うしろシティ、ハライチ 年越し特番～ラジオでニッポンを元気に～）がバズっています。 | 12月27日            | |
| SP     | アルコ＆ピース、うしろシティ、ハライチ 年越し特番 ～ラジオでニッポンを元気に～ | 12月31日 - 翌1月1日 | 年末特別番組。23:30から24:30まで1時間生放送。うしろシティ、ハライチとの合同番組であったが、番組開始直後にアルコ＆ピースの二人は次仕事である『最強運決定戦SP2018』のためにフジテレビに向かった為、後半は中継での参加となった。 |

| 第67回  | この番組、ジュマンジがバズっています。                             | 1月3日   | すごろく企画『スゴ８』を実施。 |
| 第68回  | この番組、峯岸みなみがバズっています。                             | 1月10日  | |
| 第69回  | この番組、板野友美がバズっています。                               | 1月17日  | |
| 第70回  | この番組、下北系ロックバンド「坂の上の駄菓子屋」がバズっています。 | 1月24日  | |
| 第71回  | この番組、東京はずっとマイナス100℃がバズっています。               | 1月31日  | |
| 第72回  | この番組、with Bがバズっています。                                 | 2月7日   | |
| 第73回  | この番組、アボカドの漬物がバズっています。                         | 2月14日  | |
| 第74回  | この番組、金子賢がバズっています。                                 | 2月21日  | |
| 第75回  | この番組、MAKIDAIがアジアを中心にっています。                      | 2月28日  | SPW。第71回より話題に上がっていた「アリクイ最強説」を機軸とした『生物最強決定戦！アリクイハンター：ワールド！』を放送。 |
| 第76回  | この番組、鹿の車上荒らしがバズっています。                         | 3月7日   | |
| 第77回  | この番組、タワータイプBGがバズっています。                         | 3月14日  | |
| 第78回  | この番組、Hysteric Blueがバズっています。                          | 3月21日  | |
| 第79回  | この番組、ラウェイがバズっています。                               | 3月28日  | |
| 第80回  | この番組、後夜祭がバズっています。                                 | 4月4日   | |
| 第81回  | この番組、平和島がバズっています。                                 | 4月11日  | |
| 第82回  | この番組、椎名桔平がバズっています。                               | 4月18日  | SPW。酒井が草野球チームを結成した話題から派生した企画『TBS独占スーパーナイター中継！チャンサカ・ベースボール・クラブ対高円寺もみじグラタンズ！最強の野球チームは…どっちだ！？』を放送。 |
| 第83回  | この番組、恋愛相談がバズっています。                               | 4月25日  | |
| 第84回  | この番組、牛の希少部位「スズメ」がバズっています。                 | 5月2日   | |
| 第85回  | この番組、マチェーテエイプがバズっています。                       | 5月9日   | |
| 第86回  | この番組、ファルコンがバズっています。                             | 5月16日  | |
| 第87回  | この番組、サザエボンがバズっています。                             | 5月23日  | |
| 第88回  | この番組、偉大なるブラックサバンナ計画がバズっています。           | 5月30日  | |
| 第89回  | この番組、川崎ブライドがバズっています。                           | 6月6日   | |
| 第90回  | この番組、土岐麻子がバズっています。                               | 6月13日  | ゲスト：土岐麻子／SPW。映画『アベンジャーズ』の登場キャラ『ファルコン』の話題から派生した企画『アベンジャーズからファルコンを脱退させようSP ＆ アベンジャーズ新メンバーオーディション！』を放送予定であったが、炎上騒動を受けて（後述）急遽企画を変更。以前からファルコンとは別に話題となっていた土岐麻子の楽曲『Black Savanna』の話題から派生した『ブラックサバンナ計画』を機軸とした企画を、緊急ゲストとして登場した土岐本人と共に放送した。 |
| 第91回  | この番組、タルタルソースがバズっています。                         | 6月20日  | |
| 第92回  | この番組、早稲田がバズっています。                                 | 6月27日  | |
| 第93回  | この番組、目玉焼きカツがバズっています。                           | 7月4日   | |
| 第94回  | この番組、二代目クレしんがバズっています。                         | 7月11日  | |
| 第95回  | -                                                                  | 7月18日  | |
| 第96回  | この番組、IKEAバズっています。                                     | 7月25日  | |
| 第97回  | この番組、サグラダファミリアがバズっています。                     | 8月1日   | SPW。酒井が虫取りをした事、防衛省の上空でUFOを見たという話題を機軸とした企画『夏休み特別企画！結成！地球防衛軍！ 最強ムシ軍団でUFOをやっつけろSP！！！』を放送。 |
| 第98回  | この番組、パーフェクトコピーがバズっています。                     | 8月8日   | |
| 第99回  | この番組、織田裕二がバズっています。                               | 8月15日  | |
| 第100回 | この番組、お忍びギャラガーがバズっています。                       | 8月22日  | |
| 第101回 | この番組、ケネシーがバズっています。                               | 8月29日  | |
| 第102回 | この番組、ケルシーがバズっています。                               | 9月5日   | |
| 第103回 | この番組、VR空手がバズっています。                                 | 9月12日  | |
| 第104回 | この番組、堤真一のTwitterがバズっています。                        | 9月19日  | |
| 第105回 | この番組、メンバーがバズっています。                               | 9月26日  | |
| 第106回 | この番組、神奈月がバズっています。                                 | 10月3日  | |
| 第107回 | この番組、サワークリーム＆オニオンがバズっています。               | 10月10日 | |
| 第108回 | この番組、エイリアン２がバズっています。                           | 10月17日 | ゲスト：チョコレートプラネット／SPW。チョコレートプラネットをゲストに迎えた対談企画『若手2大コント師！お笑い対談SPッ！』を放送。 |
| 第109回 | この番組、ベーコンを欲しがるシュワちゃんがバズっています。         | 10月24日 | |
| 第110回 | この番組、阿部寛のHPがバズっています。                             | 10月31日 | |
| 第111回 | この番組、酒井の盗作疑惑がバズっています。                         | 11月7日  | ゲスト：阿諏訪泰義（うしろシティ）／『うしろシティ 星のギガボディ』の収録が同日だったため、収録前にスタジオ見学に来ていた所、二人に招集される形で出演。その後収録され、翌日に放送された『星のギガボディ』には酒井がゲスト出演した。 |
| 第112回 | この番組、ご飯論法がバズっています。                               | 11月14日 | |
| 第113回 | この番組、ショーンKがバズっています。                              | 11月21日 | |
| 第114回 | この番組、木の実ナナがバズっています。                             | 11月28日 | |
| 第115回 | この番組、野菜ゴロゴロ五郎丸カレーがバズっています。               | 12月5日  | |
| 第116回 | この番組、渡辺いっけいのチャリがバズっています。                   | 12月12日 | 生放送。 |
| 第117回 | この番組、反町隆史がバズっています。                               | 12月19日 | |
| 第118回 | この番組、ハリー杉山がバズっています。                             | 12月26日 | |

| 第119回 | この番組、2019がバズっています。                                                                             | 1月2日                  | すごろく企画『スゴろ９』を実施。 |
| 第120回 | この番組、芹那がバズっています。                                                                             | 1月9日                  | |
| 第121回 | この番組、平井堅の水筒がバズっています。                                                                     | 1月16日                 | |
| 第122回 | この番組、メイウェザーは「ハワイアンズ」がバズっています。                                                   | 1月23日                 | |
| 第123回 | この番組、杏樹がバズっています。                                                                             | 1月30日                 | |
| 第124回 | この番組、宇宙コーヒーがバズっています。                                                                     | 2月6日                  | |
| 第125回 | この番組、萬田久子さんがプリズンブレイクにハマっている事がバズっています。                                   | 2月13日                 | |
| 第126回 | この番組、伊武雅刀がバズっています。                                                                         | 2月20日                 | |
| 第127回 | この番組、池脇千鶴がバズっています。                                                                         | 2月27日                 | |
| 第128回 | この番組、酒井健太の同期がバズっています。                                                                   | 3月6日                  | |
| 第129回 | この番組、猫速いがバズっています。                                                                           | 3月13日                 | |
| 第130回 | この番組、シルバニアファミリーがバズっています。                                                             | 3月20日                 | |
| 第131回 | この番組、土屋神葉がバズっています。                                                                         | 3月27日                 | |
| 第132回 | この番組、富士急がバズっています。                                                                           | 4月3日                  | |
| 第133回 | この番組、ワルシャワがバズっています。                                                                       | 4月10日                 | |
| 第134回 | この番組、ポーランドがこの世で一番バズっています。                                                           | 4月17日                 | |
| 第135回 | この番組、ポンチキがバズっています。                                                                         | 4月24日                 | |
| 第136回 | この番組、ともちんがバズっています。                                                                         | 5月1日                  | ゲスト：ハライチ、金子学（うしろシティ）／生放送。TBSラジオ、琉球放送では『令和』への改元後、最初の放送番組となった。なおこの後に同じく生放送であった『爆笑問題カーボーイ』にアルコ＆ピース、ハライチ、金子が飛び入りでゲスト出演した。 |
| 第137回 | この番組、斉藤和義がバズっています。                                                                         | 5月8日                  | |
| 第138回 | この番組、池谷直樹がバズっています。                                                                         | 5月15日                 | |
| 第139回 | この番組、野呂佳代子がバズっています。                                                                       | 5月22日                 | |
| 第140回 | この番組、猫膝がバズっています。                                                                             | 5月29日                 | |
| 第141回 | この番組、西内まりあがバズっています。                                                                       | 6月5日                  | |
| 第142回 | この番組、ベン・ジョンソンがバズっています。                                                                 | 6月12日                 | ゲスト：宮下草薙／最初のお知らせの際は草薙のみの出演と知らされていたが、放送途中で宮下が合流し、コンビの出演となった。 |
| 第143回 | この番組、平原綾香がバズっています。                                                                         | 6月19日                 | |
| 第144回 | この番組、JRがバズっています。                                                                               | 6月26日                 | |
| 第145回 | この番組、ヒューマンビートボクサーのジェイコブスがバズっています。                                           | 7月3日                  | |
| 第146回 | この番組、うしろシティ金子が、いよいよフィンランドに出発するというのに全然触れませんでしたがバズっています。 | 7月10日                 | |
| 第147回 | この番組、にんじゃりばんばんがバズっています。                                                               | 7月17日                 | |
| 第148回 | この番組、谷原章介がバズっています。                                                                         | 7月24日                 | |
| 第149回 | この番組、柳楽優弥がバズっています。                                                                         | 7月31日                 | |
| 第150回 | この番組、佐藤浩市がバズっています。                                                                         | 8月7日                  | ゲスト：Creepy Nuts |
| 第151回 | この番組、芥川の薄味がバズっています。                                                                       | 8月14日                 | |
| 第152回 | この番組、池谷のポロシャツがバズっています。                                                                 | 8月21日                 | |
| 第153回 | この番組、西島秀俊がバズっています。                                                                         | 8月28日                 | |
| 第154回 | この番組、玉山鉄二がバズっています。                                                                         | 9月4日                  | |
| 第155回 | この番組、カバがバズっています。                                                                             | 9月11日                 | |
| 第156回 | この番組、大沢たかほがバズっています。                                                                       | 9月18日                 | |
| 第157回 | この番組、ベネズエラがバズっています。                                                                       | 9月25日                 | |
| 第158回 | この番組、藤井フミヤがバズっています。                                                                       | 10月2日                 | |
| 第159回 | この番組、静岡の中華屋さん｢悠悠軒｣がバズっています。                                                         | 10月9日                 | |
| 第160回 | この番組、なすなかがバズっています。                                                                         | 10月16日                | |
| 第161回 | この番組、大森南朋がバズっています。                                                                         | 10月23日                | |
| 第162回 | この番組、餃子がバズっています。                                                                             | 10月30日                | |
| 第163回 | この番組、クラゲがバズっています。                                                                           | 11月6日                 | |
| 第164回 | この番組、Bluetoothがバズっています。                                                                        | 11月13日                | |
| 第165回 | この番組、ハカタ二番がバズっています。                                                                       | 11月20日                | |
| 第166回 | この番組、峯岸みなみがバズっています。                                                                       | 11月27日                | |
| 第167回 | この番組、オニヤンマがバズっています。                                                                       | 12月4日                 | |
| 第168回 | この番組、ウルフジョーがバズっています。                                                                     | 12月11日                | |
| 第169回 | この番組、NIKEがバズっています。                                                                             | 12月18日                | |
| 第170回 | この番組、イチローがバズっています。                                                                         | 12月25日                | |
| SP      | あるある年またぎ～令和に残したい108つのあるある～                                                            | 12月31日 〜2020年1月1日 | TBSラジオローカルで22:00 - 翌1:00に生放送された特別番組。ハライチ、うしろシティと共演。なお、この後に同じく生放送であった『爆笑問題カーボーイ』に三組が2時台までゲスト出演した。                                                        |

| 第171回 | この番組、カズダンスがバズっています。                                             | （1月1日） | ゲスト：柿本たいき（ベアーズ）／TBSラジオ（前述の合同特番を生放送）及び琉球放送では特別編成のため放送されず、遅れネットの地方局でのみ放送。なお放送内容は2020年1月6日にTBSラジオクラウドにてフルバージョンが配信。 |
| 第172回 | この番組、反町がバズっています。                                                   | 1月8日     | すごろく企画『スゴX（エックス）』を実施。 |
| 第173回 | この番組、ライチパウダーがバズっています。                                         | 1月15日    | |
| 第174回 | この番組、ロストハウジングがバズっています。                                       | 1月22日    | |
| 第175回 | この番組、目黒のパンダがバズっています。                                           | 1月29日    | |
| 第176回 | この番組、唐沢寿明がバズっています。                                               | 2月5日     | |
| 第177回 | この番組、無印良品がバズっています。                                               | 2月12日    | |
| 第178回 | この番組、頭文字Dがバズっています。                                                | 2月19日    | |
| 第179回 | この番組、夜もヒッパレがバズっています。                                           | 2月26日    | |
| 第180回 | この番組、ペルーの家庭教師がバズっています。                                       | 3月4日     | |
| 第181回 | この番組、トランシーバーがバズっています。                                         | 3月11日    | |
| 第182回 | この番組、鎖骨クロワッサンがバズっています。                                       | 3月18日    | |
| 第183回 | -                                                                                  | 3月25日    | |
| 第184回 | この番組、松任谷由実がバズっています。                                             | 4月1日     | |
| 第185回 | この番組、カタパルトがバズっています。                                             | 4月8日     | |
| 第186回 | この番組、筋肉ラーメン「マキシマム」がバズっています。                             | 4月15日    | |
| 第187回 | この番組、藤木直人がバズっています。                                               | 4月22日    | |
| 第188回 | この番組、飯田香織がバズっています。                                               | 4月29日    | |
| 第189回 | この番組、半田健人がバズっています。                                               | 5月6日     | ゲスト：阿諏訪泰義（うしろシティ）／『うしろシティ 星のギガボディ』の収録2時間前にスタジオに来ていたため、酒井にギターを教えるという形で出演。ソーシャルディスタンスの関係でスタジオには出演者2名、作家1名までしか入れないため、酒井と阿諏訪、平子と阿諏訪、平子が作家の福田と交代して作家として入る、最後は三人とも作家になるなど、様々な組み合わせで番組が進行された。 |
| 第190回 | この番組、ジャン・ボーナムがバズっています。                                       | 5月13日    | |
| 第191回 | この番組、森崎ウィンがバズっています。                                             | 5月20日    | |
| 第192回 | この番組、アメリカで活躍しているコメディアン「TOKYO MAN」がバズっています。        | 5月27日    | |
| 第193回 | この番組、谷原章介がバズっています。                                               | 6月3日     | |
| 第194回 | この番組、腕時計型備え付けバーベキューソースがバズっています。                     | 6月10日    | |
| 第195回 | この番組、対角線上の筋肉がバズっています。                                         | 6月17日    | |
| 第196回 | この番組、椎名桔平の上海ガニの食べ方がバズっています。                             | 6月24日    | |
| 第197回 | この番組、ウガンダ式じゃんけんがバズっています。                                   | 7月1日     | この回を持って、ディレクターの石井が番組を卒業した。 |
| 第198回 | この番組、スナックランジェリーがバズっています。                                   | 7月8日     | |
| 第199回 | この番組、高知県がバズっています。                                                 | 7月15日    | |
| 第200回 | この番組、麦茶がバズっています。                                                   | 7月22日    | |
| 第201回 | この番組、森山未來がバズっています。                                               | 7月29日    | |
| 第202回 | この番組、ミラーバックゲンガートークがバズっています。                             | 8月5日     | |
| 第203回 | この番組、イライジャ・ウッドのチャンプルーがバズっています。                       | 8月12日    | |
| 第204回 | この番組、現役僧侶ユーチューバー・寿源がバズっています。                           | 8月19日    | |
| 第205回 | この番組、足の馬がバズっています。                                                 | 8月26日    | |
| 第206回 | この番組、田丸麻紀がバズっています。                                               | 9月2日     | |
| 第207回 | この番組、風男塾がバズっています。                                                 | 9月9日     | |
| 第208回 | この番組キューバで醤油がバズっています。                                           | 9月16日    | |
| 第209回 | この番組、江口美洋介がバズっています。                                             | 9月23日    | |
| 第210回 | この番組、アイドルグループ「コックギ」がバズっています。                           | 9月30日    | |
| 第211回 | この番組、オトコグミがバズっています。                                             | 10月7日    | |
| 第212回 | この番組、ミネストローネがバズっています。                                         | 10月14日   | |
| 第213回 | この番組、「グランドオリジンホテル」がバズっています。                             | 10月21日   | |
| 第214回 | この番組、「ポテト３１」がバズっています。                                         | 10月28日   | |
| 第215回 | この番組、「タラバ」がバズっています。                                             | 11月4日    | |
| 第216回 | この番組、「点心 那須川」がバズっています。                                        | 11月11日   | |
| 第217回 | この番組、「全米囚人アームレスリング大会」がバズっています。                       | 11月18日   | |
| 第218回 | この番組、「尾崎世界観、自分のものまねタレント『佐々木親近感』」がバズっています。 | 11月25日   | |
| 第219回 | この番組、「迷惑スパイダー男」がバズっています。                                   | 12月2日    | |
| 第220回 | この番組、「ユンボを買った新庄」がバズっています。                                 | 12月9日    | |
| 第221回 | この番組、「コロラド州」がバズっています。                                         | 12月16日   | |
| 第222回 | この番組、「久保田利伸」がバズっています。                                         | 12月23日   | |
| 第223回 | この番組、「ブルーノ・マーズ」がバズっています。                                   | 12月30日   | |

| 第224回 | この番組、「まっけんゆー」がバズっています。                                               | 1月6日   | すごろく企画『スゴニング11（イレブン）』を実施。                                                                       |
| 第225回 | この番組、「鈴木雅之」がバズっています。                                                   | 1月13日  | |
| 第226回 | この番組、「虹の匂い」がバズっています。                                                   | 1月20日  | |
| 第227回 | この番組、「ZARA」がバズっています。                                                       | 1月27日  | |
| 第228回 | この番組、「3年で消えるタトゥー」がバズっています。                                        | 2月3日   | |
| 第229回 | この番組、「山田ネット」がバズっています。                                                 | 2月10日  | |
| 第230回 | この番組、「間違った浄水器の使い方」がバズっています。                                     | 2月17日  | |
| 第231回 | この番組、「ウサインボルトに勝ったケン」がバズっています。                                 | 2月24日  | |
| 第232回 | この番組、「SAMのスピード」がバズっています。                                              | 3月3日   | |
| 第233回 | この番組、「トリックアート失敗展」がバズっています。                                       | 3月9日   | |
| 第234回 | この番組、「『密着警察24時』のBlu-ray&DVD化」がバズっています。                            | 3月16日  | |
| 第235回 | この番組、「井森さんのサメの夢」がバズっています。                                         | 3月23日  | |
| 第236回 | この番組、「ジェットコースター『ヘル&ヘブン』」がバズっています。                          | 3月30日  | |
| 第237回 | この番組、「みかん鯛みかん鯛みかん」がバズっています。                                     | 4月6日   | |
| 第238回 | この番組、「國村隼のオニヤンマ」がバズっています。                                         | 4月13日  | |
| 第239回 | この番組、「逆転シーソー」がバズっています。                                               | 4月20日  | |
| 第240回 | この番組、「リフティング猿」がバズっています。                                             | 4月27日  | |
| 第241回 | この番組、「ダイソンのブラシのない歯ブラシ」がバズっています。                             | 5月4日   | |
| 第242回 | この番組、「小林幸子が歌うオブラディ・オブラダ」がバズっています。                         | 5月11日  | |
| 第243回 | この番組、「俺もう我慢できねぇ」がバズっています。                                         | 5月18日  | |
| 第244回 | この番組、「ユニクロの夏ダウン」がバズっています。                                         | 5月25日  | |
| 第245回 | この番組、「コンセプトバー『デンタル』」がバズっています。                                 | 6月1日   | |
| 第246回 | この番組、「タレント・ユージ、芸名を『UZ』に変更」がバズっています。                       | 6月8日   | |
| 第247回 | この番組、「アメリカのヨガインストラクターの変化球の握り」がバズっています。               | 6月15日  | |
| 第248回 | この番組、「タバコの銘柄を擬人化したスマホ用ゲーム『ヤニ娘』」がバズっています。           | 6月22日  | |
| 第249回 | この番組、「キングカズ、テレビの音量も11」がバズっています。                               | 6月29日  | |
| 第250回 | この番組、「コインランドリー」がバズっています。                                           | 7月6日   | |
| 第251回 | -                                                                                          | 7月13日  | |
| 第252回 | -                                                                                          | 7月20日  | |
| 第253回 | この番組、「旅館の宿泊料の８割は食事の時に出てくる固形燃料代であること」がバズっています。 | 7月27日  | |
| 第254回 | この番組、「NASAのロケット花火」がバズっています。                                         | 8月3日   | |
| 第255回 | この番組、「遺影が撮れるプリクラ『yeey（イェーイ）』」がバズっています。                   | 8月10日  | |
| 第256回 | この番組、「『背脂チャッチャッ』に聞こえるイル・ゲリラの新曲」がバズっています。           | 8月17日  | |
| 第257回 | この番組、「レイセフォー」がバズっています。                                               | 8月24日  | |
| 第258回 | この番組、「キモトゥーブ」がバズっています。                                               | 8月31日  | |
| 第259回 | この番組、「楽屋挨拶でつけ麺」がバズっています。                                           | 9月7日   | ゲスト：木本武宏（TKO）／酒井が木本のYoutubeチャンネル『キモトゥーブ』に出演したという話題から、ゲスト出演が決まった。 |
| 第260回 | この番組、「引退した野球部員の伸びかけ坊主頭」がバズっています。                           | 9月14日  | |
| 第261回 | この番組、「ドス恋」がバズっています。                                                     | 9月21日  | |
| 第262回 | この番組、「トムハンクスのホットドッグの食べ方」がバズっています。                         | 9月28日  | |
| 第263回 | この番組、「ミャンマーの交通系ICカード」がバズっています。                                 | 10月5日  | |
| 第264回 | この番組、「びっくりドン・キホーテ」がバズっています。                                     | 10月12日 | |
| 第265回 | この番組、「ヤングぽたぽた焼き」がバズっています。                                         | 10月19日 | |
| 第266回 | この番組、「奇跡ナックル」がバズっています。                                               | 10月26日 | |
| 第267回 | この番組、「自分たちのサッカー」がバズっています。                                         | 11月3日  | |
| 第268回 | この番組、「バミューダトライアングルは牡蠣の名産地」がバズっています。                     | 11月10日 | |
| 第269回 | この番組、「ナルシスト猿」がバズっています。                                               | 11月17日 | |
| 第270回 | この番組、「チョロピア君」がバズっています。                                               | 11月24日 | |
| 第271回 | この番組、「桝太一の1人キャンプ」がバズっています。                                        | 12月1日  | |
| 第272回 | この番組、「平子の居合」がバズっています。                                                 | 12月8日  | |
| 第273回 | この番組、「宇宙ハッピーターン」がバズっています。                                         | 12月15日 | |
| 第274回 | この番組、「田丸麻紀のキンメダイ」がバズっています。                                       | 12月22日 | |
| 第275回 | この番組、「玉木宏の晶」がバズっています。                                                 | 12月29日 | |

| 第276回 | この番組、「大関の山田富士」がバズっています。                         | 1月5日   | すごろく企画『ダース・ゴロク・ベイダー』を実施。 |
| 第277回 | この番組、「宮沢りえのアロエ」がバズっています。                       | 1月12日  | |
| 第278回 | この番組、「寿司マスタード」がバズっています。                         | 1月19日  | |
| 第279回 | この番組、「日本人プロゲーマーのツジナリHong-Ponpg」がバズっています。 | 1月26日  | |
| 第280回 | この番組、「5年ぶりのビッグマック」がバズっています。                  | 2月3日   | |
| 第281回 | この番組、「宇宙恵方巻」がバズっています。                             | 2月10日  | |
| 第282回 | この番組、「青山テルマのデコクレカ」がバズっています。                 | 2月17日  | |
| 第283回 | この番組、「平子のアルペン居抜き引越し計画」がバズっています。         | 2月24日  | |
| 第284回 | この番組、「みそバターリップクリーム」がバズっています。               | 3月2日   | |
| 第285回 | この番組、「先入れドロドロ派」がバズっています。                       | 3月9日   | |
| 第286回 | この番組、「謎の覆面盆栽アーティスト『ボンクシー』」がバズっています。 | 3月16日  | |
| 第287回 | この番組、「阿諏訪」がバズっています。                                 | 3月23日  | ゲスト：阿諏訪泰義（うしろシティ）／酒井が新型コロナウイルスに感染したため欠席。代打として阿諏訪が出演した。                                                                                                   |
| 第288回 | この番組、バズってること、ない。もういい？                             | 3月30日  | ゲスト：阿諏訪泰義（うしろシティ）、宮戸フィルム（おミュータンツ）／阿諏訪は前回に続き、酒井の代打として出演。ゲストとして、シュプリームショップスタッフのモノマネで有名なおミュータンツの宮戸フィルムが出演。 |
| 第289回 | この番組、「マジシャンのMASA」がバズっています。                       | 4月6日   | この回より酒井が復帰。 |
| 第290回 | この番組、「本仮屋ユイカのモナコの別荘」がバズっています。             | 4月13日  | |
| 第291回 | この番組、「的場浩司の歯磨き7回」がバズっています。                    | 4月20日  | |
| 第292回 | この番組、「スペイン版ドキュメンタルの闘牛士」がバズっています。       | 4月27日  | |
| 第293回 | この番組、「カラオケの部屋の匂い」がバズっています。                   | 5月4日   | |
| 第294回 | この番組、「清春」がバズっています。                                   | 5月11日  | |
| 第295回 | この番組、「LAのガソスタ」がバズっています。                           | 5月18日  | |
| 第296回 | この番組、「みなとみらい」がバズっています。                           | 5月25日  | |
| 第297回 | この番組、「けんちゃんパパのハーフサイズクッパ」がバズっています。     | 6月1日   | |
| 第298回 | この番組、「うな重アロマディフューザー」がバズっています。             | 6月8日   | |
| 第299回 | この番組、「めんつゆマッシュポテト」がバズっています。                 | 6月15日  | |
| 第300回 | この番組、「スリーハンドレッド」がバズっています。                     | 6月22日  | |
| 第301回 | この番組、「テレクラ」がバズっています。                               | 6月29日  | |
| 第302回 | この番組、「ロボノボ」がバズっています。                               | 7月6日   | |
| 第303回 | この番組、「ゴリモグラ」がバズっています。                             | 7月13日  | |
| 第304回 | この番組、「アングラアングラー」がバズっています。                     | 7月20日  | |
| 第305回 | この番組、「川崎ベッカム」がバズっています。                           | 7月27日  | |
| 第306回 | この番組、「もっから」がバズっています。                               | 8月3日   | |
| 第307回 | この番組、「サーモン」がバズっています。                               | 8月10日  | |
| 第308回 | この番組、「ほろよい、お茶漬け味」がバズっています。                   | 8月17日  | |
| 第309回 | この番組、「碁石ヌード」がバズっています。                             | 8月24日  | |
| 第310回 | この番組、「ディーンフジ羊羹」がバズっています。                       | 8月31日  | |
| 第311回 | この番組、「503」がバズっています。                                    | 9月7日   | |
| 第312回 | この番組、「江口洋介」がバズっています。                               | 9月14日  | |
| 第313回 | この番組、「いじんくん」がバズっています。                             | 9月21日  | |
| 第314回 | この番組、「静岡」がバズっています。                                   | 9月28日  | |
| 第315回 | この番組、「岡田将生の冷凍みかん」がバズっています。                   | 10月5日  | |
| 第316回 | この番組、「AAA」がバズっています。                                    | 10月12日 | |
| 第317回 | この番組、「勝地涼の歯ブラシ」がバズっています。                       | 10月19日 | |
| 第318回 | この番組、「要潤のタケノコ」がバズっています。                         | 10月26日 | |
| 第319回 | この番組、「アンカーはカエラ」がバズっています。                       | 11月2日  | |
| 第320回 | この番組、「砂漠のバラ」がバズっています。                             | 11月9日  | |
| 第321回 | この番組、「BOSS恋」がバズっています。                                 | 11月16日 | |
| 第322回 | この番組、「平子スペイン村」がバズっています。                         | 11月23日 | |
| 第323回 | この番組、「スリーパークリーナー」がバズっています。                   | 11月30日 | |
| 第324回 | この番組、「ドラゴラムの戦士」がバズっています。                       | 12月7日  | |
| 第325回 | この番組、「SEIGI」がバズっています。                                  | 12月14日 | |
| 第326回 | この番組、「乳酸菌飲料『大腸50000』が大ヒット」がバズっています。      | 12月21日 | |
| 第327回 | この番組、「カラオケの匂い」がバズっています。                         | 12月28日 | |

| 第328回 | この番組、「ジャネット」がバズっています。                                                                      | 1月4日   | すごろく企画『スゴロ13』を実施。 |
| 第329回 | この番組、「オーストラリア」がバズっています。                                                                  | 1月11日  | |
| 第330回 | この番組、「外はトロッ、中はカリッ」がバズっています。                                                          | 1月18日  | |
| 第331回 | この番組、「マッチングアプリで会えるがコンセプトのアイドルグループ『マチュヒト』」がバズっています。            | 1月25日  | |
| 第332回 | この番組、「のすけ」がバズっています。                                                                          | 2月1日   | |
| 第333回 | この番組、「幻の決まり手、春霞」がバズっています。                                                              | 2月8日   | |
| 第334回 | この番組、「桑田JK祐」がバズっています。                                                                        | 2月15日  | |
| 第335回 | この番組、「日本の風」がバズっています。                                                                        | 2月22日  | |
| 第336回 | この番組、「ホイリーグ」がバズっています。                                                                      | 3月1日   | |
| 第337回 | この番組、「錦糸町」がバズっています。                                                                          | 3月8日   | |
| 第338回 | この番組、「ワゴンR」がバズっています。                                                                         | 3月15日  | |
| 第339回 | この番組、「アガー」がバズっています。                                                                          | 3月22日  | |
| 第340回 | この番組、「確定申告ヘアヌード」がバズっています。                                                              | 3月29日  | |
| 第341回 | この番組、「後ろから失礼します。」がバズっています。                                                            | 4月5日   | |
| 第342回 | この番組、「マグマ平子」がバズっています。                                                                      | 4月12日  | |
| 第343回 | この番組、「ゴリ隠し」がバズっています。                                                                        | 4月19日  | |
| 第344回 | この番組、「歯茎」がバズっています。                                                                            | 4月26日  | |
| 第345回 | この番組、「ウィン油」がバズっています。                                                                        | 5月3日   | |
| 第346回 | この番組、「神戸の港」がバズっています。                                                                        | 5月10日  | |
| 第347回 | この番組、「トウモロコシカレー」がバズっています。                                                              | 5月17日  | |
| 第348回 | この番組、「悶絶ゲロ吐き平子」がバズっています。                                                                | 5月24日  | |
| 第349回 | この番組、「ドローン」がバズっています。                                                                        | 5月31日  | |
| 第350回 | この番組、「ビー玉ハウス」がバズっています。                                                                    | 6月7日   | |
| 第351回 | この番組、「田丸ミント」がバズっています。                                                                      | 6月14日  | |
| 第352回 | この番組、「精神的ダメージジーンズ」がバズっています。                                                          | 6月21日  | |
| 第353回 | この番組、「スズメバチなど怖くない」がバズっています。                                                          | 6月28日  | |
| 第354回 | この番組、「声の細さ」がバズっています。                                                                        | 7月5日   | |
| 第355回 | この番組、「パケ豊とパケの内豊」がバズっています。                                                              | 7月12日  | |
| 第356回 | この番組、「かしゆかは弓」がバズっています。                                                                    | 7月19日  | |
| 第357回 | この番組、「実践格闘技集団・時雨」がバズっています。                                                            | 7月26日  | |
| 第358回 | この番組、「48アイス」がバズっています。                                                                        | 8月2日   | |
| 第359回 | この番組、「KREVAの手作りシーシャ」がバズっています。                                                           | 8月9日   | |
| 第360回 | この番組、「俺の姉は、国民の妹になりました」がバズっています。                                                  | 8月16日  | |
| 第361回 | この番組、「二階堂ふみ、セミはそんなに怖くない」がバズっています。                                              | 8月23日  | |
| 第362回 | この番組、「水切りYouTuber『グライダー3世』」がバズっています。                                                 | 8月30日  | |
| 第363回 | この番組、「タワレコ」がバズっています。                                                                        | 9月6日   | |
| 第364回 | この番組、「3・3・3のゲッツー」がバズっています。                                                               | 9月13日  | |
| 第365回 | この番組、「目を覚ませ平子」がバズっています。                                                                  | 9月20日  | ゲスト：斎藤工（コメント出演）／この週のみ「Meiji プレゼンツ アルコ＆ピース D.C.GARAGE ～超直火ローストSP～」と題し、放送枠を拡大。22時から25時まで約2時間半の生放送を行った（途中の23時半から24時までは「朗読・斎藤工 深夜特急 オン・ザ・ロード」を放送）。 |
| 第366回 | この番組、「お賽銭サブスク」がバズっています。                                                                  | 9月27日  | |
| 第367回 | この番組、「ロボクサー」がバズっています。                                                                      | 10月4日  | |
| 第368回 | この番組、「モラリス」がバズっています。                                                                        | 10月11日 | ゲスト：井森美幸／第46回「ホリプロタレントスカウトキャラバン」のMCを井森と共にアルコ＆ピースの二人が務める事から、宣伝を兼ねてのゲスト出演。 |
| 第369回 | この番組、「ヒラゾディア」がバズっています。                                                                    | 10月18日 | |
| 第370回 | この番組、「ムービングショルダーチャレンジ」がバズっています。                                                  | 10月25日 | |
| 第371回 | この番組、「ジッポー」がバズっています。                                                                        | 11月1日  | |
| 第372回 | この番組、「ワゴンR」がバズっています。                                                                         | 11月8日  | |
| 第373回 | この番組、「ゴーゴーカレーとピックアップトラック」がバズっています。                                            | 11月15日 | |
| 第374回 | この番組、「エナリシステム」がバズっています。                                                                  | 11月22日 | |
| 第375回 | この番組、「ジュード・ロウ」がバズっています。                                                                  | 11月29日 | |
| 第376回 | この番組、「グローバルスタンダードはあんまん」がバズっています。                                                | 12月6日  | |
| 第377回 | この番組、「DJ松永、『同じトラックメーカーだから』という理由で、いすゞ自動車のCM出演が決定」がバズっています。  | 12月13日 | |
| 第378回 | この番組、「M-1で起きた笑いの全パターンを学習させたAIにネタを考えさせた若手コンビ『水面下』」がバズっています。 | 12月20日 | |
| 第379回 | この番組、「信玄餅クレープ」がバズっています。                                                                  | 12月27日 | |

| 第380回 | この番組、「人類の祖」がバズっています。                                                       | 1月3日                       | すごろく企画『スゴ14（いよ）』を実施。 |
| 第381回 | この番組、「ハルヒ」がバズっています。                                                         | 1月10日                      | |
| 第382回 | この番組、「戦闘服」がバズっています。                                                         | 1月17日                      | |
| 第383回 | この番組、「人間版ETC」がバズっています。                                                      | 1月24日                      | |
| 第384回 | この番組、「カップルYouTuber『ぷーすけピョンコ』」がバズっています。                           | 1月31日                      | |
| 第385回 | この番組、「角田鬼太鼓」がバズっています。                                                     | 2月7日                       | |
| 第386回 | この番組、「世田谷餃子」がバズっています。                                                     | 2月14日                      | |
| 第387回 | この番組、「カウンタック銭湯」がバズっています。                                               | 2月21日                      | |
| 第388回 | この番組、「アルティメットフィスト」がバズっています。                                         | 2月28日                      | |
| 第389回 | この番組、「旅行雑誌『宇宙の歩き方』」がバズっています。                                       | 3月6日                       | |
| 第390回 | この番組、「マスタースパーダ」がバズっています。                                               | 3月13日                      | |
| 第391回 | この番組、「ヒッチハイクさせる側で日本横断を目指すユーチューバー・たなやん」がバズっています。 | 3月20日                      | |
| 第392回 | この番組、「駒澤大学の紫」がバズっています。                                                   | 3月27日                      | |
| 第393回 | この番組、「呪いのツイン銀髑髏」がバズっています。                                             | 4月3日                       | |
| 第394回 | この番組、「ニンジャベースボール」がバズっています。                                           | 4月10日                      | |
| 第395回 | この番組、「包」がバズっています。                                                             | 4月17日                      | |
| 第396回 | この番組、「鍾乳洞シネマ」がバズっています。                                                   | 4月24日                      | |
| 第397回 | この番組、「ピッチング」がバズっています。                                                     | 5月1日                       | |
| 第398回 | この番組、「薬味」がバズっています。                                                           | 5月8日                       | |
| 第399回 | この番組、「釣り堀」がバズっています。                                                         | 5月15日                      | |
| 第400回 | この番組、「ハードボイルド」がバズっています。                                                 | 5月22日                      | 放送400回を記念した企画『2代目冴羽獠選手権』を実施。 |
| 第401回 | この番組、「ヘルス」がバズっています。                                                         | 5月29日                      | |
| 第402回 | この番組、「カヌレ」がバズっています。                                                         | 6月5日                       | |
| 第403回 | この番組、「絶」がバズっています。                                                             | 6月12日                      | |
| 第404回 | この番組、「家電量販店のテーマソング」がバズっています。                                       | 6月19日                      | |
| 第405回 | この番組、「腕立て伏せだけで身体を作り上げるボディビル集団『腕っぷし』」がバズっています。     | 6月26日                      | |
| 第406回 | この番組、「パウダーで食べれるパエリア」がバズっています。                                     | 7月3日                       | |
| 第407回 | この番組、「顎車輪」がバズっています。                                                         | 7月10日                      | |
| 第408回 | この番組、「可変式対侵入者用閃光捕獲銃『ハヤブサ』」がバズっています。                         | 7月17日                      | |
| 第409回 | この番組、「シニアエキストラ女優 中川静子」がバズっています。                                  | 7月24日                      | |
| 第410回 | この番組、「名作映画をリメイクした新作歌舞伎」がバズっています。                               | 7月31日                      | |
| 第411回 | この番組、「シュトー」がバズっています。                                                       | 8月7日                       | |
| 第412回 | この番組、「しきじ監修のサウナ」がバズっています。                                             | 8月14日                      | ゲスト：SOTA、JUNON（BE:FIRST）／以前より平子の妻がBE:FIRSTのファンであるという話題が出ていた事と、BE:FIRSTの所属するレコード会社の社員がリスナーであった事からゲスト出演。   |
| 第413回 | この番組、「スフィンクス」がバズっています。                                                   | 8月21日                      | |
| 第414回 | この番組、「古着屋のにおいがまとめられたブログ『古着屋クンクン』」がバズっています。           | 8月28日                      | |
| 第415回 | この番組、「枝豆アルファ」がバズっています。                                                   | 9月4日                       | |
| 第416回 | この番組、「遺伝」がバズっています。                                                           | 9月11日                      | |
| 第417回 | この番組、「地下将棋」がバズっています。                                                       | 9月18日                      | |
| 第418回 | この番組、「鉄製の縄跳び『アイアンウィップ』」がバズっています。                               | 9月25日                      | |
| 第419回 | この番組、「ロングノーズメイク」がバズっています。                                             | 10月2日                      | |
| 第420回 | この番組、「各局の駐車場」がバズっています。                                                   | 10月9日                      | |
| 第421回 | この番組、「栗ご飯」がバズっています。                                                         | 10月16日                     | |
| 第422回 | この番組、「コルク」がバズっています。                                                         | 10月23日                     | |
| 第423回 | この番組、「料理研究家のリュウジ」がバズっています。                                           | 10月30日                     | |
| 第424回 | この番組、「ディスクユニオンと伝説のすた丼のコラボ」がバズっています。                         | 11月6日                      | |
| 第425回 | この番組、「関西弁」がバズっています。                                                         | 11月13日                     | |
| 第426回 | この番組、「尿管結石で作られたエンゲージリング」がバズっています。                             | 11月20日                     | |
| 第427回 | この番組、「観光大使 つるの剛士」がバズっています。                                            | 11月27日                     | |
| 第428回 | この番組、「ヒクソン」がバズっています。                                                       | 12月4日                      | |
| 第429回 | この番組、「鈴木福、ラーメン大盛りからの卒業」がバズっています。                               | 12月11日                     | |
| 第430回 | この番組、「下段蹴り道場 池袋店」がバズっています。                                            | 12月18日                     | |
| 第431回 | この番組、「107万円の薙刀セット」がバズっています。                                            | 12月25日                     | |
| EX      | この番組、「ミディアムレア」がバズっています。                                                 | 2024年12月31日～2025年1月1日 | ゲスト：Den（リンダカラー∞）／年越し特番『明治presents アルコ＆ピース D.C.GARAGE 超直火・年越しSP』を3時間にわたり生放送。番組後半ではすごろく企画『スゴ谷翔平15-15』を実施。 |
| 第432回 | この番組、「大戸屋のポークとうさん焼き」がバズっています。                                     | 12月31日                     | 2024年12月21日録音。生放送特番が行われたTBSラジオ以外の放送局で裏送り編成で放送された。                                                                                       |

| 第433回 | この番組、「劇団四季の新作ミュージカル『アナコンダ』」がバズっています。 | 1月8日  |  |
| 第434回 | この番組、「バイオハザードのレーザートラップ」がバズっています。         | 1月15日 |  |
| 第435回 | この番組、「チップ」がバズっています。                                   | 1月22日 |  |
| 第436回 | この番組、「アイスクライマー」がバズっています。                         | 1月29日 |  |
| 第437回 | この番組、「猿回し」がバズっています。                                   | 2月5日  |  |
| 第438回 | この番組、「野暮」がバズっています。                                     | 2月12日 |  |
| 第439回 | この番組、「ボーリング」がバズっています。                               | 2月19日 |  |
| 第440回 | この番組、「timelesz」がバズっています。                                 | 2月26日 |  |
| 第441回 | この番組、「イースター島」がバズっています。                             | 3月5日  |  |
| 第442回 | この番組、「彼岸花デザインの裁縫セット」がバズっています。               | 3月12日 |  |
| 第443回 | この番組、「ギャングヒラコングステーキハウスング」がバズっています。     | 3月19日 |  |
| 第444回 | この番組、「ヤナセ」がバズっています。                                   | 3月26日 |  |
| 第445回 | この番組、「ビンゴ」がバズっています。                                   | 4月2日  |  |
| 第446回 | この番組、「平前教授」がバズっています。                                 | 4月9日  |  |
| 第447回 | この番組、「パワー」がバズっています。                                   | 4月16日 |  |
| 第448回 | この番組、「パーカッション集団 打・打・打・打」がバズっています。        | 4月23日 |  |

## 放送局
| 放送地域       | 放送局                 | 放送開始      | 放送時間                      | 備考       |
| -------------- | ---------------------- | ------------- | ----------------------------- | ---------- |
| 関東広域圏     | TBSラジオ              | 2016年9月27日 | 水曜 0:00 - 1:00 （火曜深夜） | 制作局     |
| 沖縄県         | 琉球放送               | 2016年9月27日 | 水曜 0:00 - 1:00 （火曜深夜） | 同時ネット |
| 中京広域圏     | CBCラジオ              | 2022年3月30日 | 水曜 0:00 - 1:00 （火曜深夜） | 同時ネット |
| 長崎県・佐賀県 | 長崎放送 NBCラジオ佐賀 | 2016年10月1日 | 日曜 20:00 - 21:00            | 遅れネット |
| 山形県         | 山形放送               | 2018年4月7日  | 日曜 21:00 - 22:00            | 遅れネット |
| 熊本県         | 熊本放送               | 2017年4月1日  | 日曜 16:00 - 17:00            | 遅れネット |
| 富山県         | 北日本放送             | 2017年4月9日  | 日曜 22:30 - 23:30            | 遅れネット |
| 静岡県         | 静岡放送               | 2023年4月2日  | 日曜 20:00 - 21:00            | 遅れネット |
| 石川県         | 北陸放送               | 2023年4月7日  | 金曜 21:00 - 22:00            | 遅れネット |
| 大分県         | 大分放送               | 2023年10月5日 | 木曜 21:00 - 22:00            | 遅れネット |
| 福島県         | ラジオ福島             | 2023年10月7日 | 土曜 20:00 - 21:00            | 遅れネット |
| 福井県         | 福井放送               | 2023年10月8日 | 日曜 18:00 - 19:00            | 遅れネット |
| 宮崎県         | 宮崎放送               | 2024年4月6日  | 土曜 19:00 - 20:00            | 遅れネット |
| 和歌山県       | 和歌山放送             | 2024年4月7日  | 日曜 20:00 - 21:00            | 遅れネット |
| 北海道         | 北海道放送             | 2024年10月7日 | 月曜 0:00 - 1:00 (日曜深夜)   | 遅れネット |
| 岡山県         | RSK山陽放送            | 2025年4月1日  | 火曜 20:00 - 21:00            | 遅れネット |
| 新潟県         | 新潟放送               | 2025年4月3日  | 木曜 22:00 - 23:00            | 遅れネット |

過去の放送局
- 高知放送 土曜 20:00 - 21:00（2018年4月7日 - 2019年3月30日）
- 中国放送 日曜 20:00 - 21:00（2019年4月7日 - 2020年3月29日）
- 山陰放送 金曜 21:00 - 22:00（2023年4月7日 - 2023年9月29日）[注 12]
- 南海放送 金曜 19:00 - 20:00（2023年10月6日 - 2024年3月29日）
- 山梨放送 木曜 21:00 - 21:59（2024年10月3日 - 2025年3月27日）[注 13]

遅れネットの放送局は、番組冒頭で酒井による「アルコ&ピース D.C.GARAGE、この番組は20xx年x月x日深夜0時に放送されたものです。」とTBSラジオでのOA日時のアナウンスが入る。（生放送の回の場合、放送中にあった企画の募集は締め切られてる旨のアナウンスが追加される。）

## スタッフ
- プロデューサー
  - 宮嵜守史 -『JUNK』 『うしろシティ 星のギガボディ』『ハライチのターン!』などの番組でもプロデューサーを担当[5]。
- ディレクター
  - 石井玄 - 過去にアルコ&ピースがレギュラーを務めていた『アルコ&ピースのオールナイトニッポン』（ニッポン放送）でもディレクターを担当していた[6]。2020年6月をもって番組を卒業。
  - 山添 - 2代目ディレクターであり、石井卒業時のAD。在任中は一切話題に出ず卒業後の2021年8月10日の放送で初めて名前が登場。酒井曰く半年程前に番組を離れ、地元で公務員になったとのこと。
  - 柴田俊希  - 3代目ディレクター。2021年6月1日の『今日の開運シェアポイント』にて役職と名字、および3代目であることが判明した。2023年10月4日放送分にて卒業。
  - 小山勇紀  - 4代目ディレクター。
- 構成
  - 福田卓也 - ディレクターの石井同様、過去に『アルコ&ピースのオールナイトニッポン』でも構成を担当していた[7]。また、アルコ&ピースが月替わりアシスタントを担当しているJFN系列『有吉弘行のSUNDAY NIGHT DREAMER』の構成も担当している。
- AD
  - 志村史月- アルコ&ピースからは「筋肉」と呼ばれている。部署異動により2019年3月をもって卒業。

## その他
- 2016年10月19日放送分にて、茨城県龍ケ崎市で行われ、10分間で100グラムのコロッケ16個分という優勝記録を打ち立てた「コロッケ早食い大会」の話題が発端となり、後日に赤坂サカスにて行われたイベント『ラジフェス2016～食べて、笑って、赤坂で！』にて、酒井が10分間のコロッケ早食いに挑戦した[8]。
- 2017年11月4日に行われたイベント『ラジフェス2017 見タイ！食べタイ！もらいタイ！』では前年に引き続き大食いにスポイルを当て、うしろシティ金子、ハライチ岩井と酒井が「エクレア」大食い対決を敢行[注 14]。10分間に及ぶ激闘の末、それぞれ金子9個、酒井11個、岩井15個という記録を打ち立て、岩井が勝者となった[9]。
- 2018年6月6日、公式サイト上に掲載された同年6月13日放送分のSPW企画『アベンジャーズからファルコンを脱退させようSP ＆ アベンジャーズ新メンバーオーディション！』の記事がSNS上で物議を醸し、Twitterのトレンドワードに「ファルコン」「アルコ&ピース」がトレンド入りした後、Twitterの平子のアカウント、Instagramの酒井のアカウントのコメント欄に「ファルコンはアベンジャーズに必要不可欠。こんな企画はやめてほしい」「ネタとしても不快」など、アベンジャーズのファンや、ファルコンのファン（通称：ファルコニスタ）を中心とした、普段番組を聞かない層からの批判が殺到した[10]。尚、翌週のSPWでは予定を変更し、急遽別のトークで話題に上がっていた土岐麻子をゲストに迎え、彼女の新曲「Black Savanna」にちなんだ企画を行なった。[11]
- 2023年3月22日、この回の放送内で平子が"花粉症の症状が緩和される”として健康茶である「ジャムーティー」の飲用を話題に出したが、同年4月12日に国民生活センターが「ジャムーティー」の中にステロイド成分の含有があった事を公表[12]。これに伴い、同年4月12日にTBSラジオの公式サイト上に注意喚起および医療機関への相談を促す記事が掲載され、この週に配信されたアフタートークが削除された[13]。